# Uniwersytet Medyczny w Plewen
Uniwersytet Medyczny w Plewen (bułg.: Медицинският университет в Плевен) – państwowa instytucja szkolnictwa wyższego z siedzibą w Plewenie, w Bułgarii. 
Uniwersytet Medyczny w Plewenie jest jednym z pięciu uniwersytetów medycznych w Bułgarii. Został założony w 1974 roku, poszerzając horyzonty edukacyjne Szpitala Miejskiego, założonego w 1865 roku. Dziś, łącząc tradycje przeszłości z możliwościami teraźniejszości, obejmuje obiekty edukacyjne i terapeutyczne, współczesną bazę przedkliniczną, Uniwersytecki Szpital z ponad 1000 łóżek i oddziałami we wszystkich głównych dziedzinach medycyny, to także duża liczba specjalistycznych oddziałów i jednostek badawczych z nowoczesnym sprzętem diagnostycznym i terapeutycznym. Są one efektywnie wykorzystywane w leczeniu pacjentów, szkoleniu studentów, stażystów, doktorantów i pracach badawczych. 